# Enersto Juan Marchisio
Ernesto Juan Marchisio (Buenos Aires, Argentina, 23 de abril de 1982) é um jogador de futebol argentino. Joga no meio campo e seu atual clube é a Associação Atlética Ponte Preta da segunda divisão brasileira.

## Trajetória
Juan Marchisio começou a jogar no San Lorenzo, mas logo mudou para o Argentinos Juniors ainda pequeno. No clube estreou como profissional. Depois passou por Nueva Chicago e Defensores de Belgrano, antes de ser contratado pela Ponte Preta em 2009. Jogador rápido e ágil, ajuda muito a marcação no meio com seu fôlego inesgotável e chega com eficiência no ataque.

## Clubes
| Clube                  | País      | Ano       |
| ---------------------- | --------- | --------- |
| Argentinos Juniors     | Argentina | 2003-2004 |
| Nueva Chicago          | Argentina | 2005      |
| Defensores de Belgrano | Argentina | 2006-2008 |
| Ponte Preta            | Brasil    | 2009      |